# Can Sarasa
Can Sarasa és una obra de Girona inclosa a l'Inventari del Patrimoni Arquitectònic de Catalunya.

## Descripció
És un edifici de planta allargassada de planta baixa i un pis, de composició simètrica respecte al nucli d'accés, potenciat per la interrupció de les finestres horitzontals agrupades a nivell de cada planta. L'accés es caracteritza per una gran obertura vertical, unitària, flanquejada per d'altres, més estretes. Les obertures horitzontals es caracteritzen pel volat dels brancals, llinda i ampit que les unifica, mentre que els brancals interiors són d'obra vista. A nivell de planta baixa un sòcol de pedra ho uneix tot. Totes les façanes (3 parts) estan refoses per elements remolinats. La façana es clou amb una mica de ràfec.

## Història
De l'antiga fàbrica de Can Sarasa, una part ha estat enderrocada amb la construcció d'habitatges i l'altre ha canviat d'usos, ara és una discoteca.